# 埃利斯縣 (堪薩斯州)
埃利斯縣（英語：Ellis County，簡稱EL）是美國堪薩斯州中西部的一個縣。面積2,332平方公里。根据美國2000年人口普查，共有人口27,507人。縣治海斯 （Hays）。
縣政府成立於1867年。縣名紀念美國內戰中戰死的喬治·埃利斯中尉（George Ellis）。